# Casa dei Soviet (Kaliningrad)
La Casa dei Soviet (in russo Дом Советов?, Dom Sovetov) è stata una costruzione posta nella città russa di Kaliningrad. La popolazione locale spesso si riferiva a questa struttura come al "robot sepolto" per il suo aspetto di un gigante d'acciaio sepolto sino alle spalle. L'architetto che ideò la struttura fu Julian L'vovič Švarcbrejm. Essa venne costruita sul terreno precedentemente occupato dall'ex fossato del castello di Königsberg.

## Luogo
La struttura si trovava nella piazza principale di Kaliningrad, all'intersezione tra le vie Ševčenko e Lenin. Venne costruita nel settore est del terreno sopra cui una volta vi erano i resti del castello di Königsberg, più precisamente presso quello che un tempo era un fossato.

## Storia
Il castello di Königsberg venne pesantemente danneggiato durante il bombardamento di Königsberg nel corso della Seconda guerra mondiale. La città passò sotto il controllo delle truppe sovietiche dopo la fine della guerra e le autorità vincitrici optarono per non preservare i ruderi del castello rimasti, bollandoli come emblema del “militarismo prussiano”. Quello che ancora rimaneva in piedi dell'antico castello venne abbattuto completamente tra il 1967 ed il 1969.
Da subito si pose il problema su cosa fare della vasta area centrale ricavata in tal modo e pertanto gli architetti del regime sovietico si ispirarono al lavoro svolto da Lúcio Costa e Oscar Niemeyer a Brasilia. Si tennero due competizioni per lo sviluppo architettonico dell'area, una nel 1964 e l'altra nel 1974, con progetti pervenuti da Mosca, Leningrado, dalla Lituania, dalla Lettonia e dall'Estonia. Il disegno scelto fu quello proposto da un architetto di Kiev, Julian Švarcbrejm.
La costruzione della struttura ebbe inizio nel 1970 e venne intesa come la creazione di un nuovo centro amministrativo per la città e per l'oblast' di Kaliningrad. Il sito prescelto era quello dell'antico fossato del castello, ad est del complesso dal momento che porre la pesante struttura direttamente sopra le fondamenta dell'antico castello avrebbe sicuramente posto dei problemi di stabilità, senza comunque contare che durante i rilievi precedenti alla costruzione venne evidenziato come comunque l'intero suolo aveva generalmente una consistenza paludosa e senz'altro inadatta ad edificare. Le fondamenta risultarono inadatte a sostenere il peso degli originari 28 piani da progetto e per questo ne furono completati solo 21. I lavori vennero definitivamente interrotti nel 1985 dopo che la commissione regionale perse interesse nel progetto e terminò i fondi a disposizione per esso. Nel 1992 vi fu un primo tentativo di completare la struttura ma venne presto abbandonato e la struttura rimase incompleta per diversi anni.
Nel 2005, in occasione del 60º anniversario di Kaliningrad e del 750º anniversario di Königsberg, anche in occasione della visita del presidente russo Vladimir Putin, l'edificio venne verniciato esteriormente e vennero apposte le prime finestre. Il colore azzurro chiaro assunto dalla struttura ha contribuito oggigiorno ad attenuare il senso di oppressione della struttura, anche se tale soluzione è stata da alcuni criticata paragonandola ad un moderno Villaggio Potëmkin. L'interno non fu completato e pertanto la struttura rimase inutilizzabile fino alla demolizione. 
La Casa dei Soviet di Kaliningrad poteva essere considerata un chiaro esempio di architettura brutalista sovietica.
Tra il 2020 e il 2021, il governatore dell'oblast' Anton Alichanov ne annunciò la demolizione. La demolizione della struttura iniziò nel maggio 2023 e fu terminata nell'agosto 2024.